# Condado de San Augustine
O Condado de San Augustine é um dos 254 condados do estado americano do Texas. A sede do condado é San Augustine, e sua maior cidade é San Augustine.
O condado possui uma área de 1 534 km² (dos quais 167 km² estão cobertos por água), uma população de 8 946 habitantes, e uma densidade populacional de 7 hab/km² (segundo o censo nacional de 2000).
O condado foi fundado em 1837.